# Nicolaas Beets

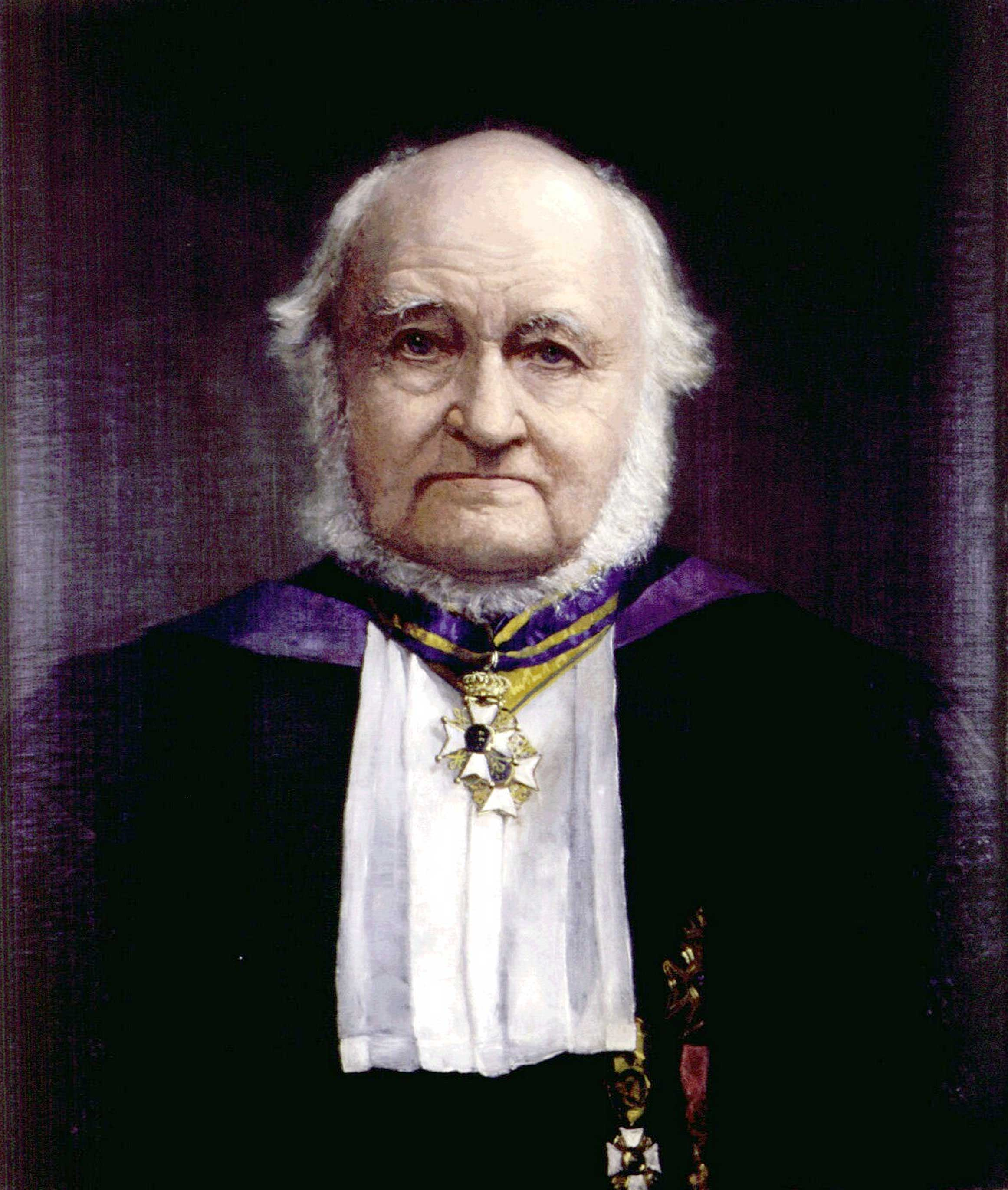
Nicolaas Beets

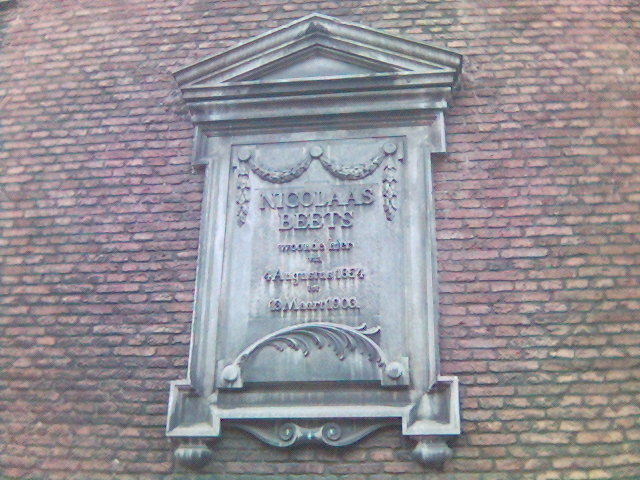
Gedenkstein für Nicolaas Beets in Utrecht

Nicolaas Beets (* 13. September 1814 in Haarlem; † 13. März 1903 in Utrecht) war ein niederländischer reformierter Theologe, Kirchenhistoriker, Dichter und Schriftsteller.

## Leben
Beets war der Sohn des Apothekers und Chemikers Martinus Nicolaas Beets (* 19. April 1780 in Haarlem; † 5. August 1869 ebenda) und dessen Frau Marie Elisabeth de Waal Malefijt (* 2. Juli 1787 in Haarlem; † 8. April 1855 ebenda). Nach Beendigung der Schulzeit in seiner Heimatstadt begann er 1833 an der Universität Leiden Theologie zu studieren und promovierte am 11. März 1839 mit der Arbeit Aeneae Sylvii, qui postea Pius Papa Secundus, morum mentisque mutationis rationibus. 1840 wurde er Pfarrer in Heemstede und bekam 1854 eine Festanstellung als Prediger am Utrechter Dom. Bereits in diesen Jahren begann Beets, Gedichte und Novellen zu verfassen, welche meistenteils unter seinem Pseudonym Hildebrand veröffentlicht wurden. 
Am 14. Dezember 1874 berief ihn die Universität Utrecht zum ordentlichen Professor für Kirchengeschichte und christliche Ethik. Seine Antrittsrede hielt er am 16. März 1875 über das Thema Karakter, karakterschaarschte, karaktervorming ("Charakter, Charaktermangel, Charakterbildung"). 1877/78 amtierte er als Rektor der Universität, welche Aufgabe er mit der Rede Groote mannen en ware grootheid ("Große Männer und wahre Größe") antrat. Er wurde am 16. September 1884 emeritiert. 1865 hatte ihm die Universität Utrecht die Ehrendoktorwürde der Philosophie verliehen, er war 1848 korrespondierendes, 1859 ordentliches Mitglied der Königlichen Niederländischen Akademie der Wissenschaften geworden sowie Ehrenmitglied der Gesellschaft für niederländische Literatur in Leiden. 1885 wurde er als assoziiertes Mitglied in die Königliche Akademie der Wissenschaften und Schönen Künste von Belgien aufgenommen. Zudem war er Ritter des Ordens vom niederländischen Löwen, Ritter des Leopoldsordens von Belgien, Offizier des Ordens der Eichenkrone und Ritter des goldenen Löwen von Nassau.
Die zeitgenössische Literaturkritik lobte Beets und verglich sein Frühwerk mit dem von George Gordon Byron. Aber auch die Bewegung des Sturm und Drang fand in Beets einen würdigen Vertreter. In seinen Novellen beschrieb Beets die Landschaften seiner Heimat und ihre Bewohner mit der gleichen Exaktheit, mit der er seine Sachbücher verfasste. Darunter fallen theologische Schriften, wie sein Werk über Paulus von Tarsus, Literaturkritiken wie Verscheidenheden meest op letterkundig gebied und zahlreiche literarische Werke.

## Familie
Beets war zwei Mal verheiratet. Seine erste Ehe schloss er am 3. September 1840 in Heiloo mit Aleide van Foreest (* 20. Mai 1818 in Alkmaar; † 8. Mai 1856 in Utrecht), der Tochter von Dirk van Foreest (* 14. August 1792 in Alkmaar; † 17. April 1833 ebd.) und dessen Frau Jacoba Elisabeth van der Palm (* 23. Oktober 1791 in Middelburg; † 25. Dezember 1857 in Alkmaar). Aus der Ehe stammen neun Kinder. Seine zweite Ehe schloss er am 20. Oktober 1859 mit der Schwester seiner ersten Frau Jacoba Elisabeth van Foreest (* 6. Januar 1828 in Alkmar; † 10. August 1911 in Utrecht). Aus dieser Ehe stammen sechs Kinder, bekannt sind: 
- Martinus Nicolaas Beets (* 1. Juni 1841 in Heemstede; † 9. Oktober 1857 in Utrecht)
- Dirk Beets (* 17. Dezember 1842 in Heemstede; † 22. Juni 1916 in Zeist) verh. 26. Oktober 1876 in Haarlem mit Clara Johanna van de Poll (* 21. März 1853 in Haarlem; † 23. August 1931 in Zeist)
- Maria Elisabeth Beets (* 8. Oktober 1844 in Heemstede; † 26. Dezember 1918 in Arnhem)
- Jacoba Elisabeth Beets (* 21. September 1846 in Heemstede; † 9. Oktober 1878 in Heiloo) verh. 3. August 1871 in Utrecht mit Pieter van Foreest (* 19. September 1845 in Alkmaar; † 19. September 1922 in Heiloo)
- Nicolaas Beets (* 23. August 1848 in Heemstede; † 29. Mai 1850 ebenda)
- Johanna Jacoba Beets (* 7. Oktober 1850 in Heemstede; † 23. Dezember 1878 in Utrecht)
- Jeannette Agnes Beets (* 2. Oktober 1852 in Heemstede; † 7. Januar 1928 in Arnhem) verh. am 27. August 1874 in Utrecht mit Jan Gerrit van Gelder (* 10. September 1850 in Amsterdam; † 3. Februar 1917 in Arnhem)
- Cornelis Beets (* 24. März 1854 in Heemstede; † 22. März 1928 in Arnhem) verh. 15. August 1878 in Utrecht mit Alida Petronella van Toorenenbergen (* 23. Juli 1856 in Barneveld; † 6. Juli 1914 in Arnhem)
- Theodorus Petrus Beets (* 29. April 1856 in Utrecht; † 20. August 1857 in Utrecht)

- Adriaan Beets (* 28. Juli 1860 in Utrecht; † 24. Dezember 1937 in Leiden)
- Aleide Beets (* 14. Oktober 1861 in Utrecht; † 15. Oktober 1914 in Utrecht)
- Dorothea Petronella Serena Beets (* 18. Juni 1864 in Utrecht; † 14. September 1939) verh. 31. März 1892 in Utrecht mit Dirk Wentholt (* 13. Oktober 1863 in Heiloo; † 7. September 1928 in Hillegom)
- Hendrik Albert Beets (* 20. Februar 1866 in Utrecht; † 27. Dezember 1928 in Utrecht) verh. mit Neeltje Hendrika Court (* 28. Dezember 1882 in Amsterdam; † 4. September 1937 in Utrecht)
- Willem Beets (* 1. Oktober 1868 in Utrecht; † 26. Februar 1869 ebenda)
- Ada Geertruide Beets (* 12. April 1871 in Utrecht; † 4. Januar 1955 ebenda) verh. am 7. September 1899 in Utrecht mit Jean Jaques Went (* 22. September 1873 in Amsterdam; † 2. Mai 1940 ebenda)

## Werke (Auswahl)
- José. Een Spaansch verhaal (1834)
- Muzen (1834)
- Kuser. Een verhaal (1835)
- Guy de Vlaming. Een verhaal (1837)
- Gedichten (1838)
- Rijmbijbel (1839)
- De Camera Obscura (1839, unter dem Pseudonym Hildebrand veröffentlicht), u. a. bestehend aus:
  - De familie Stastok
  - De familie Kegge (dt. Die Familie Kegge, nach dem Niederländischen von Wilhelm Lange. Reclam, Leipzig [1875])
  - Gerrit Witse
- De Aenea Silvio, qui postea Pius papa secundus, morum mentisque mutationis rationibus (Diss., 1839)
- Ada van Holland (1840)
- Stichtelijke uren (1848–60, sieben Bände)
- Paulus in de gewichtigste oogenblikken van zijn leven en werkzaamheid voorgesteld (1851–53; dt. Paulus in den wichtigsten Augenblicken seines Lebens und Wirkens. Biblische Schilderungen, aus dem Holländischen von C. Groß. Perthes, Gotha 1857)
- Korenbloemen. Nieuwe gedichten (1854)
- Verpoozingen op letterkundig gebied (1856)
- Nieuwe gedichten (1857)
- De kinderen der zee(1861)
- Verstrooide gedichten uit vroeger en later tijd (1831-1861) (1862, zwei Bände)
- Dichtwerken. Compleet in chronologische volgorde verzameld (1873–1900, vier Bände)